# Sportovní ostrov Ludvíka Daňka
Sportovní ostrov Ludvíka Daňka je říční ostrov v Blansku v nivě řeky Svitavy, o rozloze necelých 17,5 ha, mezi hlavním tokem a mlýnským náhonem. S okolím je spojen sedmi mosty a lávkami. Název ostrov nese po Ludvíku Daňkovi, olympijském vítězi v hodu diskem.
Ostrov je protáhlý od severu k jihu, je asi 1100 m dlouhý a 100–260 m široký. Je plochý a jeho nadmořská výška se pohybuje kolem 270 metrů. Je využíván pro rekreaci a sport.